# Al Jazeera English
Аль-Джазіра (араб. الجزيرة — «півострів», що є відсилкою до Катарського півострова) — катарська цілодобова міжнародна телекомпанія зі штаб-квартирами у Досі, Лондоні, Куала-Лумпурі й Вашингтоні. Веде етер англійською мовою, в тому числі, в інтернеті. Має канал на YouTube.

## Історія
Канал створено 15 листопада 2006 року, він мав називатися Al Jazeera International, але назву було змінено за дев'ять місяців до запуску, оскільки один із спонсорів каналу стверджував, що оригінальний арабомовний канал уже має міжнародний масштаб.
Канал мав охопити 40 млн домогосподарств, але він значно перевищив цілі, охопивши 80 мільйонів.
Канал не має великої популярності у США, де його транслює одна супутникова служба та невелика кількість кабельних мереж. Згодом Al Jazeera English почала кампанію з виходу на ринок Північної Америки, включаючи окремий сайт. Канал почав роботу для частини абонентів кабельного телебачення Нью-Йорку в серпні 2011 року, а також для деяких глядачів у Вашингтоні, Огайо та Лос-Анджелесі.
Al Jazeera English та іранський державний Press TV були єдиними міжнародними англомовними телевізійними мовниками, журналісти яких вели репортажі як з Гази, так і з Ізраїлю під час конфлікту 2008—2009 років між Ізраїлем та Газою. Доступ іноземної преси до Гази був обмежений через Єгипет або Ізраїль. Однак репортери Аль-Джазіри Айман Могієлдін і Шерін Тадрос уже були в Газі, коли почався конфлікт, і висвітлення мережі часто порівнювали з початковим висвітленням CNN з Багдада в перші дні війни в Перській затоці 1991 року .
1 січня 2020 року Al Jazeera English оновила дизайн і реконструював головну студію в Досі.

### В США

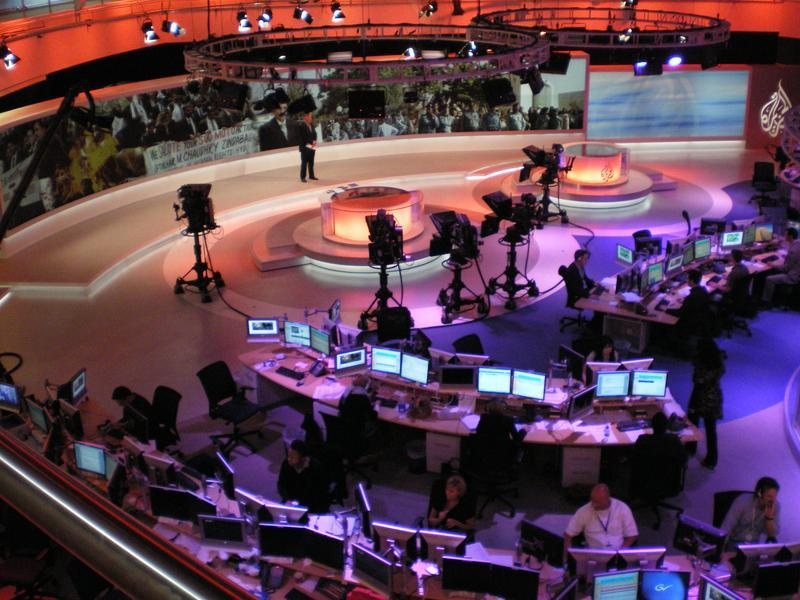
Студія в Досі

3 січня 2013 року Al Jazeera Media Network оголосила про придбання Current TV у США і плани на запуск американського каналу новин. 60 % програм мало створюватися в Америці, тоді як 40 % буде з Al Jazeera English. Пізніше це було змінено на прохання провайдерів платного телебачення на майже 100 % американське програмування. Незважаючи на це, Al Jazeera America підтримувала тісні робочі відносини з Al Jazeera English. Канал транслював Newshour вранці та в обідню пору, а Al Jazeera англійською мовою висвітлював у прямому ефірі важливі міжнародні новини. Англійські програми Al Jazeera Witness, Earthrise, The Listening Post, Talk To Al Jazeera, Al Jazeera Correspondent і 101 East разом із Al Jazeera Investigates регулярно транслюються на Al Jazeera America.
13 січня 2016 року Al Jazeera America оголосила про припинення роботи з 12 квітня 2016 року через економічні принини.

### У Великій Британії
У 2014 році «Аль-Джазіра» перенесла діяльність у Великій Британії в Лондоні, включаючи редакцію, студії та шоу, з Найтсбріджа в нове приміщення на 16 поверсі The Shard. Останній день трансляції зі студії Knightsbridge був 12 вересня 2014 року. Простір був офіційно відкритий 3 листопада 2014 року, а перша трансляція Newshour відбулася 10 жовтня 2014 року. Новий об'єкт здатний працювати з цілим каналом незалежно від хабу в Досі.
У 2013 році Al Jazeera Media Network почала планувати новий канал під назвою Al Jazeera UK. У разі запуску британський канал транслюватиметься протягом п'яти годин у прайм-тайм, оскільки урізаний британський контент транслюватиметься на Al Jazeera English.
У 2006 році продюсери та композитори Янів Фрідель і Кріс Деліггіаніс були основними композиторами, які написали та спродюсували англійську тематичну музику Al Jazeera з п'ятьма звуковими нотами для брендингу каналу, включаючи основну програму новин і пакет каналів.

### Міжнародні бюро
Окрім двох головних центрів мовлення, Al Jazeera English сама має 21 бюро по всьому світу, які збирають і створюють новини. Він також ділиться ресурсами з 42 бюро свого арабомовного дочірнього каналу, з бюро Al Jazeera Balkan і з бюро Al Jazeera Turk для 70 бюро. Ведучий Al Jazeera також може чергувати центри мовлення. Усі канали також мають спільних англомовних кореспондентів з Al Jazeera Arabic, Al Jazeera Turk і Al Jazeera Balkans і навпаки.

## Критика

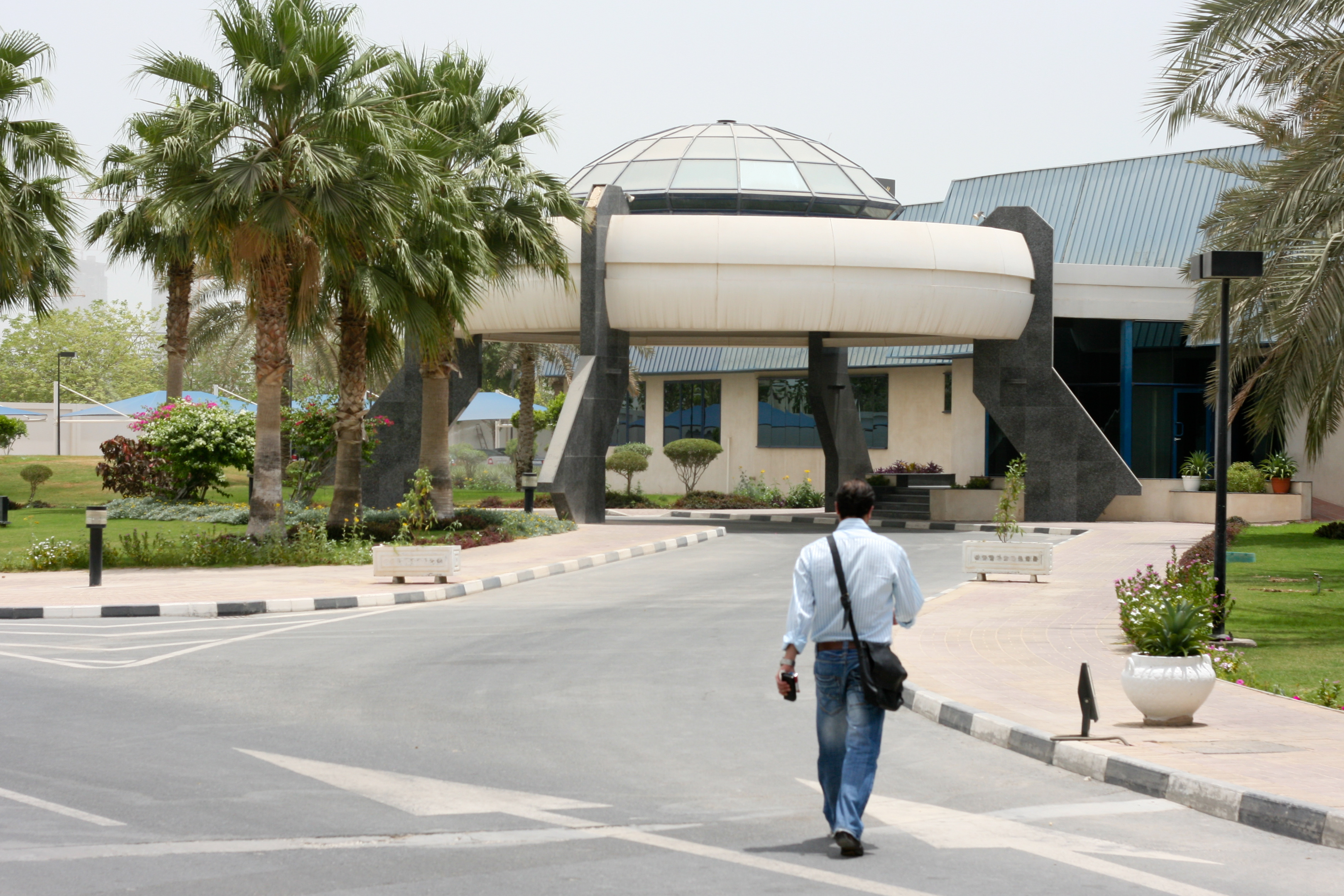
Будівля Аль-Джазіри в Досі, Катар, 2008

Як і арабський аналог Al Jazeera, мережа зазнала критики через упередженість з кількох сторін. Лауреат премії «Еммі», журналіст Дейв Мараш, який працював кореспондентом-ветераном Nightline ABC, залишив посаду вашингтонського ведучого Al Jazeera English у 2008 році. Причиною Мараш назвав «рефлексивну редакційну позицію» проти американців і «антиамериканську упередженість».
Є значні відмінності в тональності між англомовними та арабсько-мовними каналами. За словами двомовного палестинського журналіста Дауда Куттаба, «англійський канал використовує більш нейтральну термінологію; арабський канал набагато жорсткіший». Прикладом цього є заява Білла О'Райлі в 2011 році про те, що Al Jazeera є «антисемітський» і «антиамериканський». Однак звіт United Press International у грудні 2002 року стверджував, що мережа є неупередженою та не є антиамериканською. Професор коледжу Стоунхілл Мохаммед ель-Нававі додав у своєму інтерв'ю, що «Аль-Джазіра, мережа вільних арабських новин захопила світ і змінила Близький Схід, люди повинні знати, що Аль-Джазіра справді революціонізувала медіа-сцену в арабському світі», — сказав він. United Press International. Ель-Нававі також додав, що "вважати «Аль-Джазіру» проталібським або навіть проаль-каїдським виданням «абсолютно неправильно».
Інший приклад стосується заяв колишнього міністра оборони США Дональда Рамсфельда, який у квітні 2004 року засудив арабськомовне висвітлення війни в Іраку Аль-Джазірою як неточне, але в інтерв'ю Frost у 2011 році вибрав більш примирливий тон. Over The World, програма новин і зв'язків з громадськістю Al Jazeera English, яку веде Девід Фрост, вихваляючи мережу як «важливий засіб комунікації у світі». Уряд, до складу якого входив Рамсфельд, навмисно атакував журналістів Al Jazeera в Іраку та Афганістані та обговорював бомбардування його штаб-квартири в Досі.
12 жовтня 2008 року телеканал транслював інтерв'ю з людьми, які відвідали мітинг президентських виборів Сари Пейлін у США у Сент-Клерсвіллі, штат Огайо, де респонденти робили коментарі про Барака Обаму, такі як «він вважає білих людей сміттям» і «я боюся, що якщо він переможе, чорні візьмуть верх». Звіт набрав понад два мільйони переглядів на YouTube. Після цього The Washington Post опублікувала коментар, стверджуючи, що канал новин навмисно заохочує «антиамериканські настрої за кордоном». Критика антиамериканських упереджень зменшилася, оскільки їхнє висвітлення Арабської весни отримало широке визнання та заклики долучити мережу до телебачення США.
У жовтні 2023 року Ізраїль, під час нападу ХАМАСу, Al Jazeera стверджували, що саме Ізраїль завдав удару по шпиталю в Газі, де були сотні цивільних. При цьому трансляція телеканалу зафіксувала виліт ракети з території Гази. ЦАХАЛ заперечив свою причетність до обстрілу, заявивши про «осічку» ракети ХАМАСу. Після цього Ізраїль оголосив про блокування каналу, а також закриття офісів каналу в Ізраїлі.

## Нагороди
Al Jazeera English виграла понад 150 призів, медалей і нагород.